# Raisa Sadrejdinova
Raisa Sadrejdinova (rusko Раиса Садрейдинова), ruska atletinja, * 9. maj 1952, Sovjetska zveza.
Ni nastopila na poletnih olimpijskih igrah. 7. septembra 1983 je postavila svetovni rekord v teku na 10000 m s časom 31:27,58, ki je veljal slabo leto.